# Oda do Psyche (wiersz Johna Keatsa)

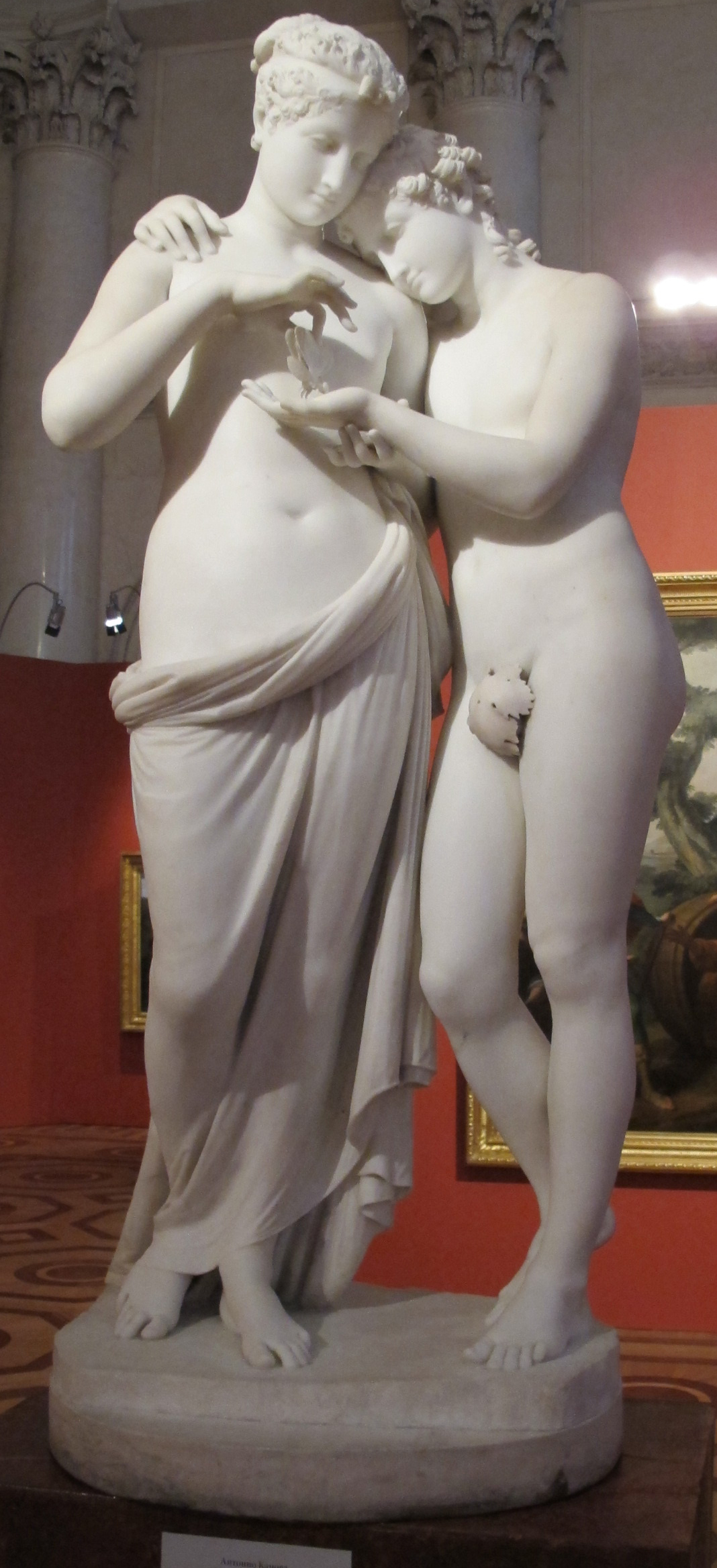
Antonio Canova, Eros i Psyche

Oda do Psyche (ang. Ode to Psyche) – wiersz angielskiego romantyka Johna Keatsa. W przeciwieństwie od innych ód poety wiersz charakteryzuje się nieregularną budową stroficzną. Utwór został opublikowany w tomie Lamia, Isabella, The Eve of St. Agnes, and Other Poems w 1820. Jest alegoryczną medytacją o naturze miłości.
O Goddess! hear these tuneless numbers, wrung
By sweet enforcement and remembrance dear,
And pardon that thy secrets should be sung
Even into thine own soft-conched ear:
Surely I dreamt to-day, or did I see
The winged Psyche with awaken'd eyes?
I wander'd in a forest thoughtlessly,
And, on the sudden, fainting with surprise,
Saw two fair creatures, couched side by side
In deepest grass, beneath the whisp'ring roof
Of leaves and trembled blossoms, where there ran
A brooklet, scarce espied: